# Mark Aguéyev
Mark Lázarevich Levi -con quien finalmente, en la década de 1990, se pudo identificar como el misterioso M. Aguéyev- (Moscú; 1898 - Ereván (Armenia), 1973), fue un escritor ruso.
Pseudónimos conocidos: Mijaíl (Mark) Aguéyev y Mark Leóntievich (Liúdvigovich) Levin.

## Biografía
Mark Lázarevich Levi nació en el seno de una familia de comerciantes hebreos ricos. Estudió en el Instituto de Kreiman hasta 1916, año en que consta que fue bautizado en la parroquia evangélica de Moscú. En los primeros años de la revolución de 1917 trabajó como traductor para la sociedad Arcos (All Russian Cooperative Society Ltd).
Viajó a Francia y después a Alemania en 1924, donde residió cuatro años, y en 1930 se trasladó a Turquía, donde fue profesor de idiomas y donde escribió Novela con cocaína (1934), que, con el seudónimo de M. Aguéiev, envió a la revista Cifras de París, editada por emigrados rusos. Fragmentos de la novela aparecieron en ésta y en otras revistas (así como otro relato suyo, El pueblo sarnoso, en 1934), y en 1936 una editorial parisina publicó el texto completo. 
En 1942 Levi fue repatriado a la URSS por la policía turca, tal vez a consecuencia del atentado contra el embajador alemán en Turquía, que los servicios de información turcos imputaron a algunos ciudadanos soviéticos. De nuevo en su país, se estableció en Ereván (Armenia), donde se casó y vivió hasta su muerte, enseñando alemán en la universidad de la ciudad. Al menos una vez al año visitaba Moscú, no se sabe con qué motivo. Murió en 1973 en Ereván, donde fue enterrado. No se conoce ningún otro texto literario suyo. 
En un primer momento, su Novela con cocaína se le atribuyó a Vladímir Nabókov.